# Urraca di Navarra
Urraca Garcés di Navarra (metà del secolo XI – dopo il 1º febbraio 1095) fu una principessa reale di Navarra, che fu contessa consorte di Nájera, Grañón e di Calahorra.

## Origine
Come conferma il documento n° 53 della figlia Mayor, datato 1145, della Collecion diplomatica del Monastero di Santa Maria la Real de Nájera era figlia del re di Pamplona García III Sánchez e della moglie, Stefania di Foix, figlia del conte di Carcassonne e di Couserans, primo conte di Foix e poi conte di Bigorre, Bernardo Ruggero, come ci viene confermato dal documento n° XXXVII dei Documents de la Histoire du Comté et de la Vicomté de Carcassonne, e della contessa di Bigorre, Garsenda, come ci viene confermato dal documento n° XXXVIII dei Documents de la Histoire du Comté et de la Vicomté de Carcassonne.

García III, secondo gli Annales Toledanos, era il figlio primogenito del re di Pamplona, conte d'Aragona, conte di Sobrarbe e Ribagorza, conte di Castiglia, Sancho III Garcés il Grande e della contessa indipendente di Castiglia, Munia, che secondo la Chronica latina regum Castellae, era figlia del conte indipendente di Castiglia, conte di Burgos, di Lantarón, di Cerezo e di Álava, Sancho Garcés e di Urraca Gomez.

## Biografia
Nel 1054, suo padre, Garcia III invase la Castiglia, ma fu sconfitto in battaglia ad Atapuerca, morendo di fronte al fratello, Ferdinando il 1º settembre 1054. Secondo la Historia Silense e il Chronicon regum Legionensium Garcia fu ucciso in battaglia dal fratello, Ferdinando, che occupò il regno di Pamplona; anche il Chronicon Burgense riporta che Garcia fu ucciso dal fratello (occisus est Garsea rei à fratre suo Ferdinando in Ataporca).

Secondo il codice di Roda e la Cronaca piniatense, suo fratello il primogenito, Sancho, succedette a Garcia III, come Sancho IV.
Nel 1066, morì la madre, Stefania, che in quello stesso anno lasciò un testamento datato giugno, in cui Urraca viene ricordata, come riportato il cartulario del Monastero di Santa Maria la Real de Nájera e la Collecion diplomatica del Monastero di Santa Maria la Real de Nájera.
Venne data in sposa nel 1076, come prima moglie, a García Ordóñez, conte di Nájera, Grañón e di Calahorra, al servizio del re di Castiglia e León, Alfonso VI.

Negli anni successivi venne citata in alcuni documenti assieme al marito:
- il n° 23 della Collecion diplomatica del Monastero di Santa Maria la Real de Nájera, datato 1081[24]
- il n° 34 della Collecion diplomatica de la cathedral de Pamplona, datato 1084[25]
- il n° 25 della Collecion diplomatica del Monastero di Santa Maria la Real de Nájera, datato 1085[26]
- il n° 189 del cartulario del monastero di San Millán de la Cogolla II, datato 1089 (domno comite Garsia et nobilissima et nobilior orta nata dompna Urraca comitissa, dominantibus Naiera)[27].

Non si conosce l'anno esatto della morte di Urraca, che secondo URRACA. UNNOMBREEGREGIOENLAONOMÁSTICA avvenne nel 1104.

## Figli
Diede al marito quattro figli:
- Álvaro Garcés (?-dopo il 1089), fu alfiere reale del re di Castiglia Alfonso VI dal 21 luglio 1087 al 30 aprile 1089;
- Elvira Garcés;
- Ferdinando Garcés;
- Mayor Garcés che sposò il conte Gómez Peláez (?-1118) figlio di don Pelayo Gómez e della moglie doña Elvira Muñoz.

## Ascendenza
|                                                                   |                                 |                                   | Genitori                             |  |  | Nonni |  |  | Bisnonni                          |  |  | Trisnonni                        |  |
|                                                                   |                                 |                                   |                                      |  |  |       |  |  | García II Sánchez, re di Pamplona |  |  | Sancho II Garcés, re di Pamplona |  |
|                                                                   |                                 |                                   |                                      |  |  |       |  |  | García II Sánchez, re di Pamplona |  |  | Sancho II Garcés, re di Pamplona |  |
|                                                                   |                                 | Urraca Fernández di Castiglia     |                                      |  |  |       |  |  | García II Sánchez, re di Pamplona |  |  |                                  |  |
| Sancho III Garcés, re di Pamplona                                 |                                 |                                   |                                      |  |  |       |  |  | García II Sánchez, re di Pamplona |  |  |                                  |  |
|                                                                   |                                 | Jimena Fernández                  | Fernando Vermúndez, conte di Cea     |  |  |       |  |  |                                   |  |  |                                  |  |
|                                                                   |                                 | Jimena Fernández                  | Fernando Vermúndez, conte di Cea     |  |  |       |  |  |                                   |  |  |                                  |  |
|                                                                   |                                 | Jimena Fernández                  | Elvira Díaz                          |  |  |       |  |  |                                   |  |  |                                  |  |
| García III Sánchez, re di Pamplona                                |                                 | Jimena Fernández                  |                                      |  |  |       |  |  |                                   |  |  |                                  |  |
|                                                                   |                                 | Sancho Garcés, conte di Castiglia | García Fernández, conte di Castiglia |  |  |       |  |  |                                   |  |  |                                  |  |
|                                                                   |                                 | Sancho Garcés, conte di Castiglia | García Fernández, conte di Castiglia |  |  |       |  |  |                                   |  |  |                                  |  |
|                                                                   |                                 | Sancho Garcés, conte di Castiglia | Ava di Ribagorza                     |  |  |       |  |  |                                   |  |  |                                  |  |
| Munia, contessa di Castiglia                                      |                                 | Sancho Garcés, conte di Castiglia |                                      |  |  |       |  |  |                                   |  |  |                                  |  |
|                                                                   |                                 | Urraca Gómez                      | Gómez Díaz, conte di Saldaña         |  |  |       |  |  |                                   |  |  |                                  |  |
|                                                                   |                                 | Urraca Gómez                      | Gómez Díaz, conte di Saldaña         |  |  |       |  |  |                                   |  |  |                                  |  |
|                                                                   |                                 | Urraca Gómez                      | Muniadomna Fernández di Castiglia    |  |  |       |  |  |                                   |  |  |                                  |  |
| Urraca Garcés, contessa consorte di Nájera, Grañón e di Calahorra |                                 | Urraca Gómez                      |                                      |  |  |       |  |  |                                   |  |  |                                  |  |
|                                                                   | Ruggero I, conte di Carcassonne | Arnoldo I, conte di Comminges     |                                      |  |  |       |  |  |                                   |  |  |                                  |  |
|                                                                   | Ruggero I, conte di Carcassonne | Arnoldo I, conte di Comminges     |                                      |  |  |       |  |  |                                   |  |  |                                  |  |
|                                                                   | Ruggero I, conte di Carcassonne | Arsinde, contessa di Carcassonne  |                                      |  |  |       |  |  |                                   |  |  |                                  |  |
| Bernardo Ruggero, conte di Foix                                   | Ruggero I, conte di Carcassonne |                                   |                                      |  |  |       |  |  |                                   |  |  |                                  |  |
|                                                                   |                                 | Adelaide di Melgueil              | Bernardo, conte di Melgueil          |  |  |       |  |  |                                   |  |  |                                  |  |
|                                                                   |                                 | Adelaide di Melgueil              | Bernardo, conte di Melgueil          |  |  |       |  |  |                                   |  |  |                                  |  |
|                                                                   |                                 | Adelaide di Melgueil              | Sénégonde/Adelaide di Rouergue       |  |  |       |  |  |                                   |  |  |                                  |  |
| Stefania di Foix                                                  |                                 | Adelaide di Melgueil              |                                      |  |  |       |  |  |                                   |  |  |                                  |  |
|                                                                   |                                 | Garcia Arnaldo, conte di Bigorre  | Arnaldo di Bigorre                   |  |  |       |  |  |                                   |  |  |                                  |  |
|                                                                   |                                 | Garcia Arnaldo, conte di Bigorre  | Arnaldo di Bigorre                   |  |  |       |  |  |                                   |  |  |                                  |  |
|                                                                   |                                 | Garcia Arnaldo, conte di Bigorre  | …                                    |  |  |       |  |  |                                   |  |  |                                  |  |
| Garsenda, contessa di Bigorre                                     |                                 | Garcia Arnaldo, conte di Bigorre  |                                      |  |  |       |  |  |                                   |  |  |                                  |  |
|                                                                   |                                 | Ricarda de Astarac                | Guglielmo, conte di Astarac          |  |  |       |  |  |                                   |  |  |                                  |  |
|                                                                   |                                 | Ricarda de Astarac                | Guglielmo, conte di Astarac          |  |  |       |  |  |                                   |  |  |                                  |  |
|                                                                   |                                 | Ricarda de Astarac                | …                                    |  |  |       |  |  |                                   |  |  |                                  |  |
|                                                                   |                                 | Ricarda de Astarac                |                                      |  |  |       |  |  |                                   |  |  |                                  |  |

### Fonti primarie
- (LA)  Textos navarros del Códice de Roda Archiviato il 31 gennaio 2021 in Internet Archive..
- (LA)  España sagrada, Volume 23.
- (LA)  Cartulario de San Millán de la Cogolla II
- (LA)  Historia de la Corona de Aragón : (la más antigua de que se tiene noticia) conocida generalmente con el nombre de Crónica de San Juan de la Peña, Caput XVI.
- (LA)  https://www.mgh-bibliothek.de/dokumente/b/b033335+0001.pdf[collegamento interrotto].
- (LA)  Chronaca Silense
- (EN)  #ES The World of El Cid: Chronicles of the Spanish Reconquest
- (LA)  #ES Collecion diplomatica del Monastero di Santa Maria la Real de Nájera
- (FR)  Histoire de Béarn.

### Letteratura storiografica
- Rafael Altamira, La Spagna (1031-1248), in Storia del mondo medievale, vol. V, 1999, pp. 865–896
- (EN)  The Kingdom of León-Castilla under King Alfonso VI
- (FR)  Chroniques romanes des comtes de Foix.
- (FR)  Histoire du Comté et de la Vicomté de Carcassonne.
- (FR)  LA VASCONIE.
- (FR)  cartulario del Monastero di Santa Maria la Real de Nájera.
- (ES)  Crónica latina de los reyes de Castilla.
- (ES)  #ES URRACA.UNNOMBREEGREGIOENLAONOMÁSTICA